# 新普韋布洛-埃爾奇沃
新普韋布洛-埃爾奇沃（西班牙語：Pueblo Nuevo-El Chivo），是委內瑞拉的城鎮，位於該國西北部蘇利亞州，是弗朗西斯科哈維爾普爾加市的首府，始建於1937年，海拔高度120米，人口18,156。